# Aeroporto Francisco Carlé
O Aeroporto Francisco Carlé fica na cidade peruana de Jauja, no Departamento de Junín.  Serve principalmente para a cidade de Huancayo e todo o Vale do Mantaro alem de outras cidades da serra central como Jauja, Tarma e La Oroya.
Fica a três quilómetros ao sul da Praça Matriz de Jauja, na margem esquerda do rio Mantaro. Têm o nome de "Aeroporto Francisco Carlé", em memória do sacerdote Francisco Carlé, párroco de Jauja entre 1924 e 1964, chamado carinhosamente Padre Pancho, artífice da reconstrução da Igreja Matriz de Jauja.
Conta com uma pista pavimentada de 2870 metros de comprimento por 45 de largo e um terminal de passageiros de um andar com 220.21 m², um hall principal de 95.71 m² e dois balcões de facturação. Actualmente, está baixo a administração de CORPAC S.A., recebendo voos comerciais diários e eventuais da aerolínea LATAM Peru desde o Aeroporto Internacional Jorge Chávez (El Callao, Lima). É o único aeroporto do Departamento de Junín e é apto para o desenvolvimento económico regional, além de ser um aeroporto estratégico para operações militares. Actualmente recebe voos comerciais diários desde a cidade de Lima e, eventualmente, vários voos privados e chárter.
O aeroporto de Jauja gerou um fluxo de 107,496 passageiros desde o mês de janeiro até o mês de agosto de 2017, como informa Corpac em seu último resumo mensal (só no mês de agosto de 2017, 22,519 passageiros utilizaram o terminal aéreo jaujino). Por suas dimensões (2810 metros x 45 metros), é o oitavo aeroporto maior do Peru
O deputado José Julio García Porras conseguiu novos fundos para a terminação da obra mencionada por parte do governo e a sua iniciativa dito Campo de Aviação tem sido cedido ao Estado.

## Modernização do Aeroporto
O plano mestre inclui os seguintes planos: plano geral de desenvolvimento fase um, ano 2015-2035; plano geral de desenvolvimento fase duas, posterior ao ano 2035 - até sua configuração final; plano de áreas requeridas para a fase um ano 2015; plano de áreas requeridas para a fase dois ano 2035 a futuro e superfícies limitadoras de obstáculos

## Aerolíneas e Destinos

### Aerolíneas
| Aerolíneas             | Cidades             | Aeronave | Aliança |
| ---------------------- | ------------------- | -------- | ------- |
| LATAM Perú · 1 destino | Nacionais: (1) Lima | A319     | N/A     |

| Cidades por regiões                  | Nome do Aeroporto                    | Aerolíneas | Frequências por semana |
| ------------------------------------ | ------------------------------------ | ---------- | ---------------------- |
| Lima (1 Destino, 1 Aerolínea)20x20px |                                      |            |                        |
| Lima                                 | Aeroporto Internacional Jorge Chávez | LATAM Perú | 25                     |

## Acidentes
- Em 28 de março de 2017, voo 112 de Peruvian Airlines acidento-se e incêndiou-se quando estava pousando-se na pista do aeroporto Francisco Carle. Este acidente não teve vítimas fatais.